# Караваево (Сычёвский район)
Карава́ево— деревня  в  Смоленской области России,  в Сычёвском районе. Расположена в северо-восточной части области  в 2 км к северу-западу от Сычёвки, на автодороге Сычёвка – Лесные Дали. Население — 396 жителей (2007 год). Административный центр Караваевского сельского поселения.

## Экономика
Сельхозпредприятие «Караваево», средняя школа, дом культуры.

## Известные личности
- Вера Андреевна Гепнер — Герой Социалистического Труда